# Club des Cent (football)
Pour les articles homonymes, voir Club des Cent.
Le club des Cents (en néerlandais : Club van 100) regroupe les footballeurs ayant disputé au moins cent matchs officiels avec l'équipe première de l'Ajax Amsterdam.

## Histoire
Depuis le 15 mars 2014, le club comporte 168 membres avec l'entrée de Noussair Mazraoui. Le record pour les apparitions en championnat est détenu par Sjaak Swart, surnommé « Monsieur Ajax », qui apparaît dans 463 matchs de la ligue pour l'équipe première de l'Ajax.
Une équipe bénéficiaire appelée Lucky Ajax est initiée par Swart. Lucky Ajax participe à au moins un match par an, généralement au nom d'une œuvre de charité et souvent à des cérémonies d’adieux pour les joueurs sortants. L'une des conditions préalables pour jouer pour Lucky Ajax, sur invitation uniquement, est d’être membre du club des Cent.

## Liste des membres

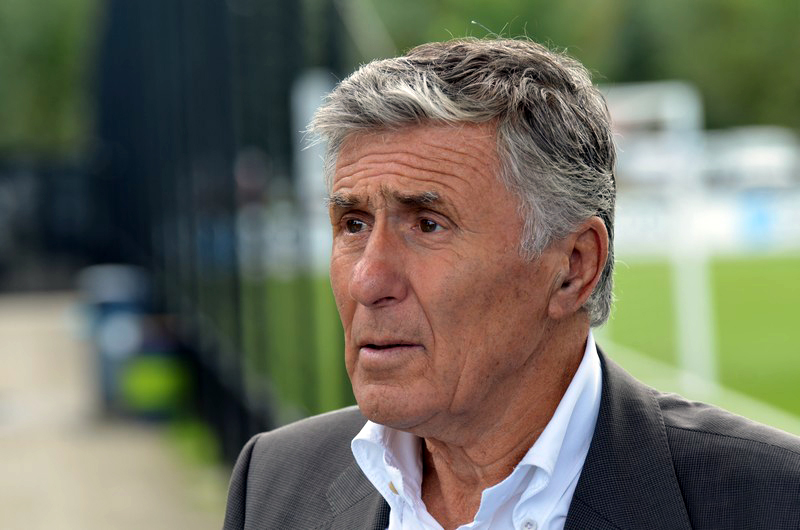
Sjaak Swart a fait le plus d'apparitions dans des matchs officiels pour l'Ajax

- Les joueurs encore sous contrat à l’Ajax

Le tableau ci-dessous est une liste du Club des 100, triés par nombre total d'apparitions.